# Cricqueville-en-Auge
Cricqueville-en-Auge település Franciaországban, Calvados megyében. Lakosainak száma 184 fő (2022. január 1.). Cricqueville-en-Auge Brucourt, Dozulé, Goustranville, Grangues, Périers-en-Auge és Putot-en-Auge községekkel határos.

## Népesség
A település népességének változása:
| Lakosok száma | 120  | 102  | 125  | 186  | 185  | 185  | 185  | 192  | 189  | 184  |
|               | 1968 | 1982 | 1990 | 2006 | 2013 | 2015 | 2017 | 2019 | 2020 | 2022 |